# Dragon Booster
Dragon Booster è una serie animata canadese, trasmessa per la prima volta nel 2004.
Racconta la storia del giovane Artha Penn, un ragazzo che cavalca Beaucephalis (Beau in breve), il drago d'oro della leggenda. Lui diventa il difensore del drago (Dragon Booster), un eroe che deve proteggere il mondo da un imminente guerra tra draghi e umani.
La maggior parte dei nomi dei personaggi derivano dai nomi dei personaggi di Re Artù. Artha Penn deriva da Arthur Pendragon, Moordryd deriva da Mordred Le Fey e Lance Penn deriva da Lancelot (Lancillotto).

## Trama

### 10000 anni fa
La storia ci dice che sul pianeta Draconis esisteva una razza di rettili dorati, chiamati draghi. Questi draghi avevano un marchio a forma di stella sulla fronte ed erano noti a tutti come "Draghi Stella". Successivamente vennero chiamati Draghi d'oro, quando apparvero gli altri colori. Gli umani e i draghi vivevano fianco a fianco e hanno costruito insieme il mondo somigliante ad Atlantide.

### 5000 anni fa
5000 anni più tardi, gli uomini e i draghi si diffusero in ogni luogo del pianeta. Per adattarsi alle nuove sfide, gli uomini iniziarono ad allevare i draghi con il draconium d'oro puro, dando origine a diverse razze:
- I draghi con il draconium nero (PSI-CLASS)
- I draghi con il draconium rosso (MAGMA-CLASS)
- I draghi con il draconium verde (BULL-CLASS)
- I draghi con il draconium blu (ENERGY-CLASS)
- I draghi con il draconium viola (PACK-CLASS)
- I draghi con il draconium arancione (CONTROL-CLASS)
- I draghi con il draconium verde chiaro (SCAVENGER-CLASS)
- I draghi con il draconium azzurro (NAUTILUS-CLASS)
- I draghi con il draconium turchese (SONIC-CLASS)
- I draghi con il draconium marrone (EARTH-CLASS)
- I draghi con il draconium grigio (BONE-CLASS)
- I draghi con il draconium bianco (SKY-CLASS)

Con la comparsa dei nuovi draconium, i draghi cambiarono aspetto e anche il loro comportamento cambiò. I loro cavalieri assunsero un atteggiamento molto simile ai loro draghi, dovuto al loro legame con essi. Si formarono vari imperi sul pianeta, a seconda del tipo di draconium. Questi imperi combattevano tra di loro. L'ordine sacerdotale dei draghi conservarono gli ultimi draghi con il draconium d'oro puro e avvertirono gli uomini di rispettare e di liberare i draghi, prima che questi si potessero rivoltarcisi contro. Tuttavia gli uomini non ascoltarono ciò e i sacerdoti dei draghi continuarono a conservare i draghi d'oro.

### 3000 anni fa
Quasi 2000 anni dopo, la profezia dei sacerdoti si avverò. I draghi si resero conto dell'inganno e insorsero contro gli uomini, cominciando così la grande guerra tra draghi e umani. I draghi erano guidati da Armeggadon, il leader umano dell'Impero del draconium nero e dal drago della Lega degli Otto. I draghi combatterono contro gli uomini e strapparono il pianeta ad essi. In quel momento un drago d'oro, l'ultimo della sua specie, scelse il suo difensore del drago e dimostrò che l'unità tra draghi e umani era ancora possibile. Molti draghi si unirono a loro. Si riuscì a estrarre abbastanza draconium d'oro per l'armatura del difensore del drago e insieme lottarono contro Armeggadon e la Lega degli Otto. Tuttavia la loro forza non bastava. Il drago d'oro e il difensore del drago si unirono ai principali tipi di draconium: rosso, verde, blu e nero. Dall'impero del draconium verde venne il Power Booster (il difensore del potere o della forza), dall'impero del draconium rosso venne il Fire Booster (il difensore del fuoco), dall'impero del draconium blu venne l'Energy Booster (il difensore dell'energia) e infine dall'impero del draconium nero venne il Shadow Booster (il difensore dell'ombra). Questi cinque difensori e i loro seguaci riuscirono a fermare l'avanzamento di Armeggadon e la Lega degli Otto. Durante quel tempo, il drago del draconium grigio costruì il Corno di Libris e lo diede al difensore del drago, dicendogli di usarla quando era il momento giusto. Il difensore del drago affidò il corno all'agenzia dell'Energy Power. Armeggadon e la Lega degli otto furono sigillati nei sigilli ossei. Il difensore del drago e i quattro colori primari di draconium, insieme alla frangia degli altri elementi degli imperi di draconium, unirono i loro poteri per alimentare le strutture di draconium d'oro presenti sotto la terra e per dare il via alla ricostruzione.

### Subito dopo la guerra tra draghi e umani
La guerra era finita, ma non il pericolo. Infatti si trovò lo spirito guerriero in molti draghi e si fu in grado di controllarli e di possederli. Il mondo di Draconis era in confusione e in incertezza durante la ricostruzione. Fu in quel momento che i sacerdoti dei draghi scrissero la Carta Accademia e ricominciarono la costruzione dell'Accademia di Dragon City. Questa accademia e l'Elite Track era inizialmente destinata ad essere uno strumento di prevenzione per un'altra guerra tra draghi e umani. Successivamente, i sacerdoti dei draghi si resero conto che l'Accademia e l'Elite Track erano semplicemente un altro modo per iniziare un'altra guerra tra draghi e umani e così si ritirarono dal mondo. I sacerdoti fecero un'altra profezia: una nuova guerra tra draghi e umani sarebbe iniziata. Il drago nero e il drago d'oro della leggenda sarebbero ritornati. Il drago d'oro avrebbe scelto il difensore del drago. I sacerdoti annunciarono che il nuovo difensore del drago sarebbe stato in grado di fermare la nuova guerra tra draghi e umani.

## Doppiaggio
| Personaggio               | Doppiatore originale | Doppiatore italiano  |
| ------------------------- | -------------------- | -------------------- |
| Artha Penn/Dragon Booster | Matt Hill            | Federico Di Pofi     |
| Parmon Sean               | Lee Tockar           | Gianluca Crisafi     |
| Lance Penn                | Kathleen Barr        | Barbara Pitotti      |
| Word Paynn                | Mark Oliver          | Fabrizio Pucci       |
| Moordryd Paynn            | Trevor Devall        | Alberto Bognanni     |
| Connor Penn               | Gary Chalk           | Alessandro Spadorcia |
| Kitt Wann                 | Lenore Zann          | Perla Liberatori     |
| Cain                      | Scott McNeil         | Enrico Chirico       |
| Mortis                    | Gary Chalk           | Pierluigi Astore     |
| Budge                     | Richard Newman       | Giovanni Petrucci    |
| Pyrrah                    | Nicole Oliver        | Deborah Ciccorelli   |
| Armeggaddon               | Gerard Plunkett      |                      |
| Rivett                    | Jonathan Holmes      |                      |
| Propheci                  | Michael Kopsa        |                      |
| Kawake                    | Brian Drummond       |                      |
| Steward                   | Sam Vincent          |                      |
| Race Marshall Budge       | Richard Newman       |                      |
| Sprkk                     | Ryan Keogh           |                      |